# Rastaman Vibration
Albums de Bob Marley and the Wailers
Live!
(1975) Exodus
(1977)
Rastaman Vibration est le deuxième album studio (les deux premiers étant crédités aux Wailers) de Bob Marley and the Wailers. C'est le dernier album « jamaïcain » de Bob, avant sa longue expatriation à Londres et ses albums « internationaux ».
Ne supportant plus leur manager Don Taylor, Al Anderson et Lee Jaffe quittèrent les Wailers pour rejoindre le groupe de Peter Tosh. Al (qui joua tout de même sur Crazy Baldhead) fut remplacé par deux nouveaux guitaristes, Earl Smith et Donald Kinsey.
Le morceau le plus important de Rastaman Vibration est sans doute War, qui reprend un discours prononcé par Haile Selassie aux Nations unies en 1963.
Descendu à sa sortie par les critiques, qui le trouvaient moins militant que Natty Dread, ce fut le plus gros succès commercial du vivant de Bob Marley, ainsi que son premier succès aux États-Unis.
Un mois après la fin de l'enregistrement de l'album, Bob retrouva Peter Tosh et Bunny Wailer pour la dernière fois sur scène au National Stadium de Kingston, pour un concert en première partie de Stevie Wonder. Au printemps 1976, le Rastaman Vibration Tour emmena les Wailers pour trois mois aux États-Unis (où fut enregistré le Live at the Roxy) puis en Europe.

## Titres
Face A
1. Positive Vibration (Bob Marley, crédité Vincent Ford) 3:34
2. Roots, Rock, Reggae (Bob Marley, crédité Vincent Ford) 3:38
3. Johnny Was (Bob Marley, crédité Rita Marley) 3:48
4. Cry To Me (Bob Marley, crédité Rita Marley) 2:36
5. Want More (Bob Marley, crédité Aston Barrett) 4:14

Face B
1. Crazy Baldhead (Bob Marley, crédité Rita Marley/Vincent Ford) 3:12
2. Who The Cap Fit (Bob Marley, crédité Aston Barrett/Carlton Barrett) 4:43
3. Night Shift (Bob Marley) 3:10
4. War (Bob Marley sur un texte de Haile Selassie, crédité Alan Cole/Carlton Barrett) 3:36
5. Rat Race (Bob Marley, crédité Rita Marley) 2:50

Les morceaux Jah Live, I Know et Roots, enregistrés pendant les sessions de Rastaman Vibration, ne figurent pas dans l'album, bien que Jah Live soit sorti en single.

## Editions
- Album original (33T, CD) - Island/Tuff Gong - 1976
- Edition "Deluxe" (2CD) - Island/Tuff Gong - 2002. Elle comprend sur le 2e disque, le concert live au Roxy de Los Angelès, donné le 26 mai 1976.

## Musiciens
- Voix, guitare - Bob Marley
- Voix - I Threes (Rita Marley, Judy Mowatt, Marcia Griffiths)
- Basse - Aston Barrett
- Batterie - Carlton Barrett
- Guitare - Earl Smith, Donald Kinsey, Al Anderson sur Crazy Baldheads
- Clavier - Tyrone Downie, Bernard Harvey, Ian Winter sur War
- Saxophone tenor - Tommy McCook, Glen Da Costa
- Trombone - Vin Gordon
- Trompette - David Madden
- Percussions - Alvin Patterson

## Classements et certifications
| Classement (1976)                 | Meilleure position |
| --------------------------------- | ------------------ |
| Royaume-Uni (UK Albums Chart)     | 15                 |
| États-Unis (Billboard 200)        | 8                  |
| États-Unis (Billboard R&B Albums) | 11                 |
| Pays-Bas (Mega Album Top 100)     | 20                 |
| France (IFOP)                     | 12                 |
| Suède (Sverigetopplistan)         | 45                 |
| Norvège (VG-lista)                | 14                 |
| Nouvelle-Zélande (RIANZ)          | 26                 |

| Pays       | Certifications | Ventes certifiées |
| ---------- | -------------- | ----------------- |
| France     | 2 × Or         | 200 000           |
| États-Unis | Or             | 500 000           |

## Anecdotes
Comme pour Natty Dread, Bob crédita la majorité des chansons de l'album à ses amis, afin d'éviter de verser des royalties à Cayman Music.
À l'intérieur de la pochette originale du vinyle était écrit : « This album jacket is great for cleaning herb. » (« Cette pochette est parfaite pour trier l'herbe. »), mais aussi la phrase de la Genèse : « Joseph is a tree full of fruits. » (« Joseph est un arbre plein de fruits. »).